# Severn Records

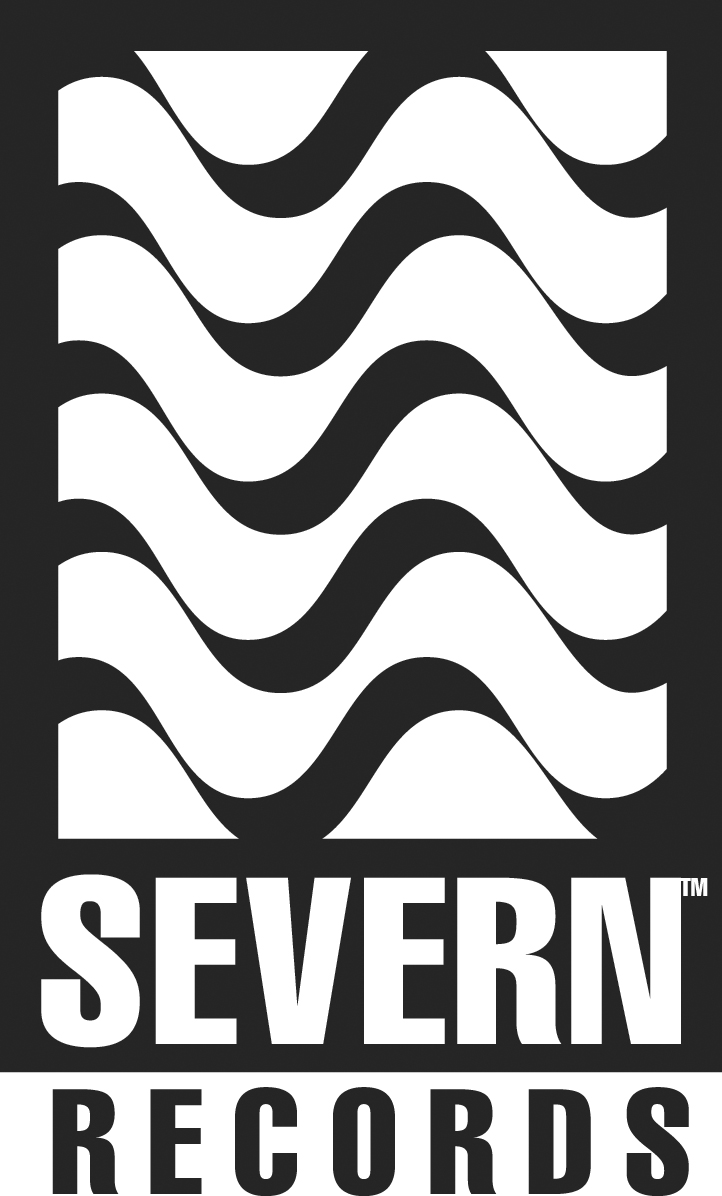
Logo van Severn Records

Severn Records is een onafhankelijk Amerikaans platenlabel, waarop blues, jazz en soul uitkomt. Het label werd in 1997 opgericht door David Earl. Het heette aanvankelijk Echo Records, maar Earl veranderde de naam tegen de tijd dat hij platen begon uit te geven. Het is gevestigd in Annapolis, waar het twee opnamestudio's heeft. Artiesten die op het label werden uitgebracht zijn onder meer Darrell Nulisch, Big Joe Maher, Benjie Porecki, Mike Morgan, Sugar Ray Norcia, Tad Robinson, Willie Henderson, The Fabulous Thunderbirds, The Nighthawks,  Jimmy Earl, Roy Gaines en Louisiana Red. In de periode 2005-2011 nomineerde de Blues Foundation Severn-musici en albums voor vijfentwintig awards.